# ISO 3166-2:SY
ISO 3166-2:SY — стандарт Международной организации по стандартизации, который определяет геокоды. Является подмножеством стандарта ISO 3166-2, относящимся к Сирии. Стандарт охватывает 14 мухафаз Сирии. Каждый код состоит из двух частей: кода Alpha2 по стандарту ISO 3166-1 для Сирии — SY и дополнительного кода, записанных через дефис. Дополнительный двухбуквенный код образован созвучно названию провинции. Геокоды провинций Сирии являются подмножеством кодов домена верхнего уровня — SY, присвоенного Сирии в соответствии со стандартами ISO 3166-1.

## Геокоды Сирии
Геокоды 14 мухафаз административно-территориального деления Сирии.
| Геокод | Административная единица | Статус    |
| ------ | ------------------------ | --------- |
| SY-DI  | Дамаск                   | гмухафаза |
| SY-TA  | Тартус                   | мухафаза  |
| SY-DY  | Дейр-эз-Зор              | мухафаза  |
| SY-HL  | Халеб (Алеппо)           | мухафаза  |
| SY-DR  | Даръа                    | мухафаза  |
| SY-HM  | Хама                     | мухафаза  |
| SY-ID  | Идлиб                    | мухафаза  |
| SY-HA  | Хасеке                   | мухафаза  |
| SY-LA  | Латакия                  | мухафаза  |
| SY-HI  | Хомс                     | мухафаза  |
| SY-RA  | Ракка                    | мухафаза  |
| SY-QU  | Эль-Кунейтра             | мухафаза  |
| SY-RD  | Риф Дамаск               | мухафаза  |
| SY-SU  | Эс-Сувейда               | мухафаза  |

## Геокоды пограничных Сирии государств
- Турция — ISO 3166-2:TR (на севере),
- Ирак — ISO 3166-2:IQ (на востоке),
- Иордания — ISO 3166-2:JO (на юге),
- Ливан — ISO 3166-2:LB (на юго-западе),
- Израиль — ISO 3166-2:IL (на юго-западе).